# ألبرت كيلسي
ألبرت كيلسي (بالإنجليزية: Albert Kelsey) هو مهندس معماري أمريكي، ولد في 26 أبريل 1870، وتوفي في 1950.

## معرض صور

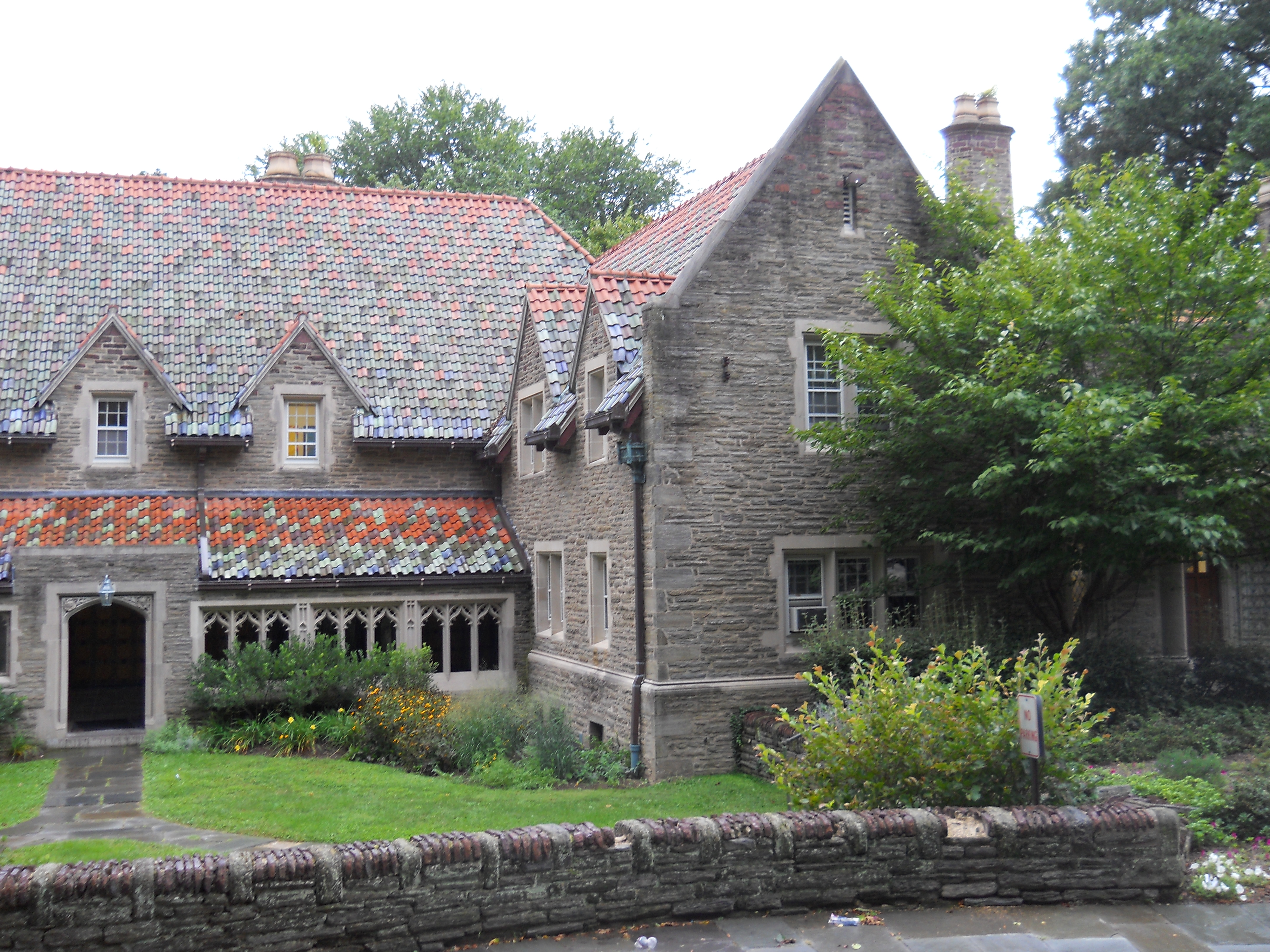
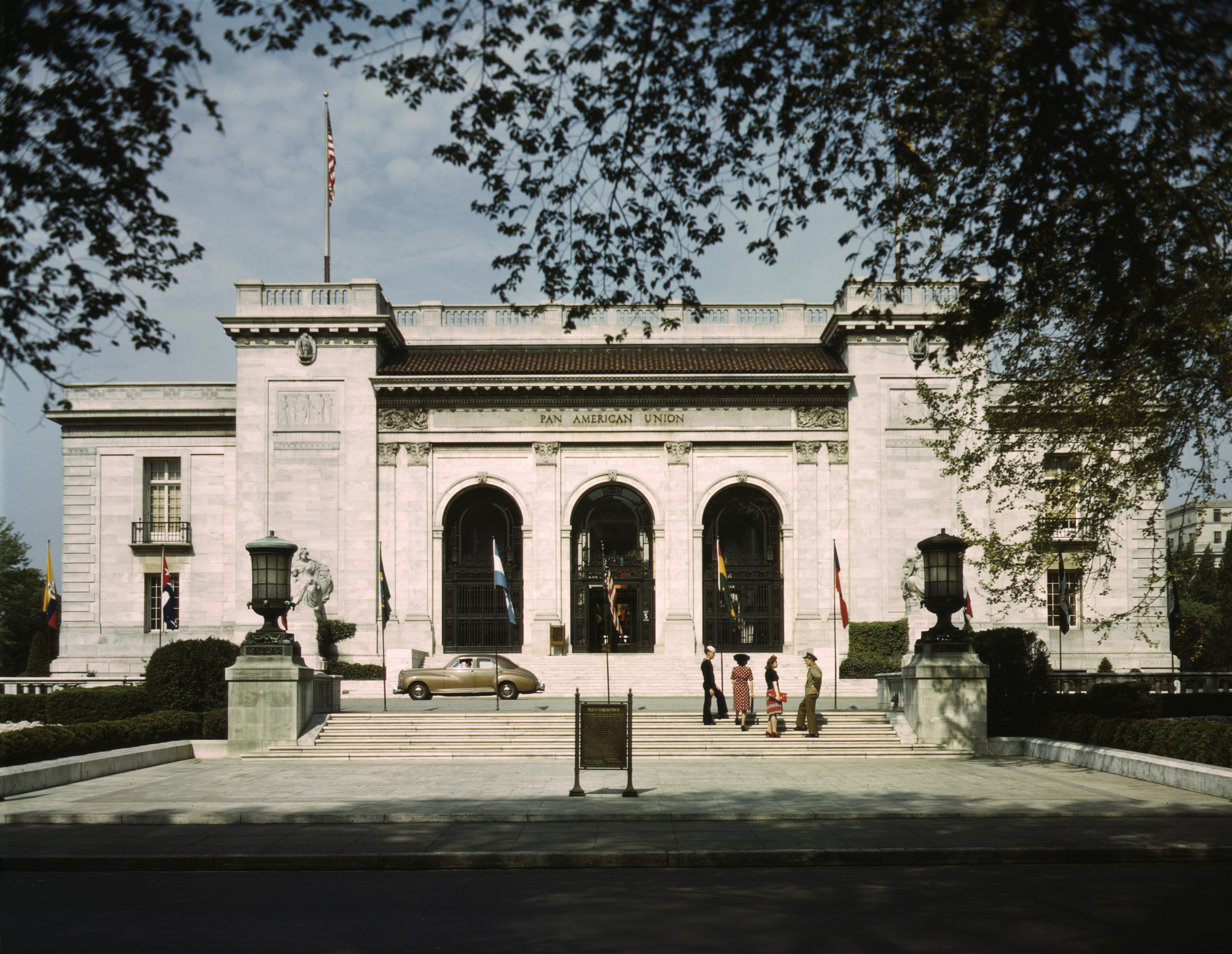
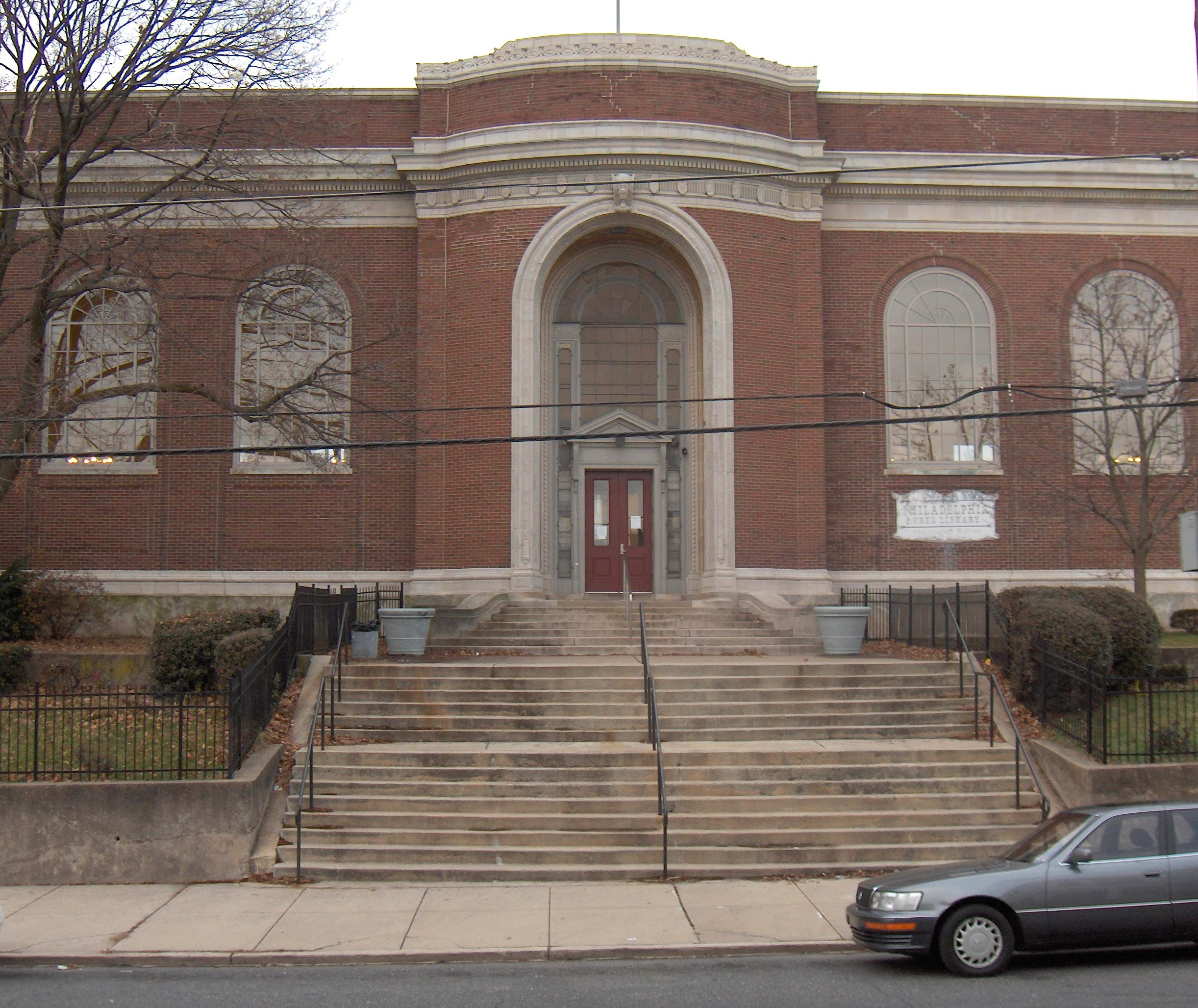
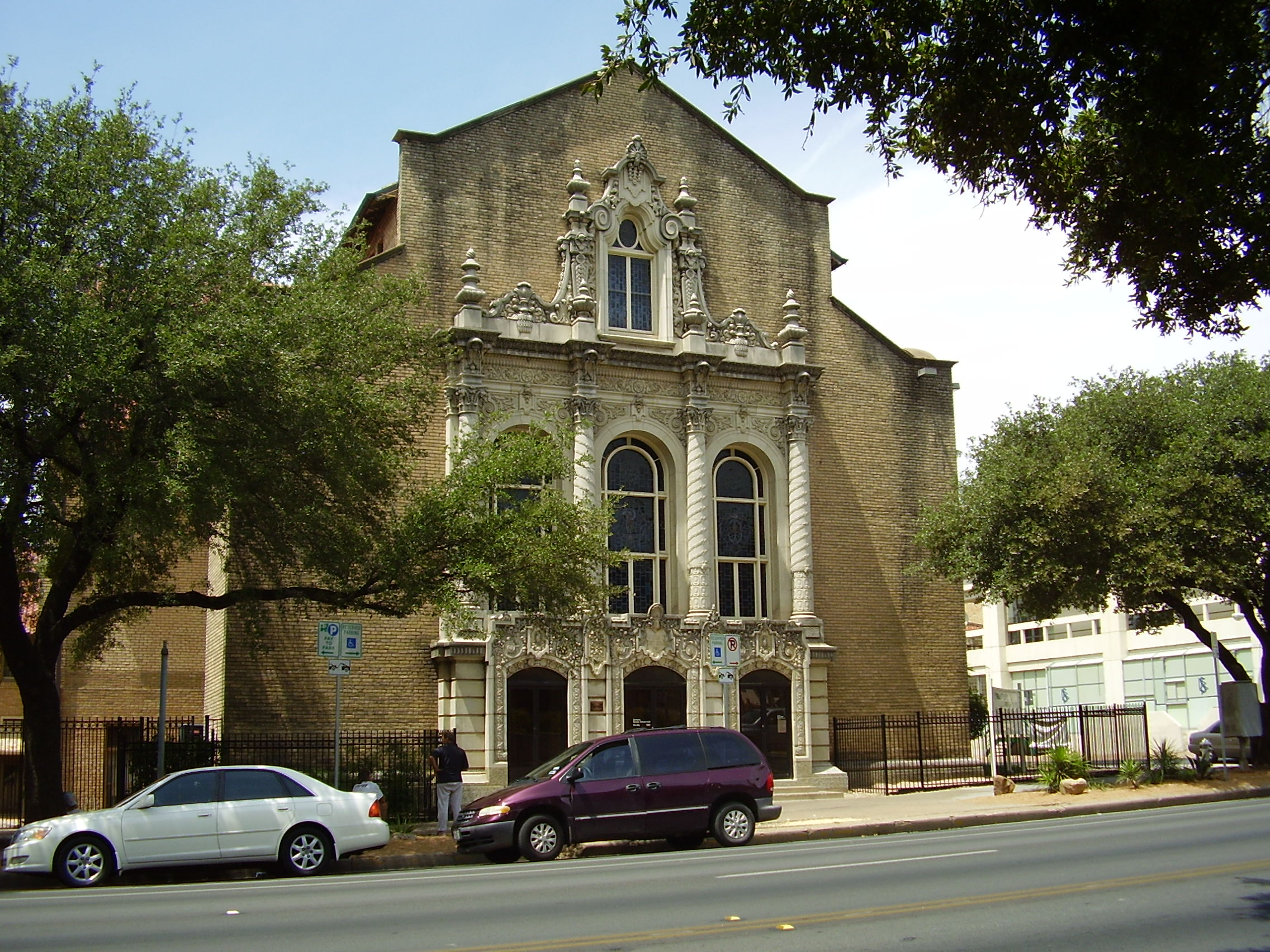